# 贡甲
贡甲（学名：Acronychia oligophlebia）为芸香科山油柑属下的一个种。

## 扩展阅读
- 維基物種上的相關：贡甲